# Llista de monuments d'Olot
Llista de monuments d'Olot inclosos en l'Inventari del Patrimoni Arquitectònic Català per al municipi d'Olot (Garrotxa). Inclou els béns arquitectònics inscrits en el Registre de Béns Culturals d'Interès Nacional (BCIN), els Béns Culturals d'Interès Local (BCIL) de caràcter immoble i la resta de béns integrants del patrimoni cultural català.
A causa de l'extensió dels elements inventariats, la llista se subdivideix en dues àrees:
- Llista de monuments d'Olot (centre), per al districte 1 d'Olot que inclou el nucli històric a l'esquerra del riu Fluvià, entre els volcans del Montsacopa i de Montolivet. Està delimitat a l'est i al sud pel riu Fluvià, a l'oest per l'avinguda dels Desemparats i la carretera de Sant Joan de les Abadesses, i al nord pel Montsacopa.
- Llista de monuments d'Olot (perifèria), pels districtes 2 i 3 a la dreta del Fluvià i els districtes 4 i 5 al nord i a l'oest del municipi d'Olot. El districte 3 inclou les entitats de població de Batet de la Serra i Sant Cristòfol de les Fonts, i el Parc Natural de la Zona Volcànica de la Garrotxa.